# Омичка (волейбольный клуб, 2009—2016)
«Оми́чка» (до 2009 — «Спартак») — российский женский волейбольный клуб из Омска.

## Достижения
- Чемпионат России

 Бронзовый призёр (2): 2013 , 2014.
- Кубок России

 Серебряный призёр (2): 1994, 2014
 Бронзовый призёр (1): 2009
- Кубок Победы

 Бронзовый призёр (1): 2015
- Кубок Сибири и Дальнего Востока

 Победитель (8): 1980, 1983, 1989, 1994, 1998, 2007, 2013, 2014.
 Бронзовый призёр (1): 2005
- Турнир на призы Правительства Омской области

 Победитель (2): 2010, 2011
 Серебряный призёр (2): 2007, 2008
- Четвертьфиналист Лиги чемпионов 2014.
- Полуфиналист Кубка ЕКВ 2013.

## История

### 1965—2008
Женская волейбольная команда «Спартак» (Омск) была образована в 1965 году. С 1966 принимала участие в чемпионатах СССР (2-я лига). Бессменным тренером с основания и до 2005 года работал В. В. Шумаков. В 2009 году переименована в «Омичку».
В сезоне 1976/1977 команда дебютировала в 1-й лиге всесоюзного первенства (5-е место), где и провела все последующие сезоны участия в чемпионатах СССР. Лучшего результата омский «Спартак» добился в 1987 году, заняв 2-е место.
В сезоне 1992/1993 «Спартак» занял 1-е место в высшей лиге «Б» уже российского первенства, получив право на повышение в классе. В 1994 году омская команда дебютировала в высшем российском женском волейбольном дивизионе, где стала 5-й. После образования суперлиги (сезон 1995/1996) «Спартак» вошёл в её состав, но лишь на два сезона. В 1997 омички заняли последнее место в суперлиге чемпионата России и опустились в высшую лигу. В элитный дивизион омская команда вернулась в сезоне 1999/2000, но вновь заняв последнее (12-е) место надолго прописалась в высшей лиге (с 2001/2002 — высшая лига «А»).
В 2007 году, завоевав 2-е место в высшей лиге «А» омский «Спартак» после долгого перерыва вернул себе место среди лучших женских волейбольных команд России. Имея укомплектованный высококлассными спортсменками состав (достаточно назвать одну из сильнейших нападающих европейского волейбола бельгийку де Карне), сибирячки уверенно выдвинулись в число лидеров российского первенства, заняв по итогам чемпионата России 2008 года 4-е место.

### 2008—2009
Перед началом сезона состав «Спартака» пополнили перешедшие из «Самородка» Марина Акулова, Алина Елизарова и Ксения Пешкина, а также Людмила Малофеева из челябинского «Автодора-Метара». Покинули коллектив Левина, Вдовина, Иванова и Чумакова.
В чемпионате России «Спартак» выступал достаточно ровно, заняв по итогам предварительного этапа 4-е место. В четвертьфинале плей-офф команда неожиданно уступила в решающем третьем матче на своём поле хабаровскому «Самородку» 2:3, ведя 2:0 по партиям. В последующих полуфинале за 5-8 места и серии за 5-е место омские волейболистки последовательно обыграли «Ленинградку» и «Индезит». Итог — 5-е место. Всего в чемпионате «Спартак» провёл 31 игру, из которых выиграл 20, проиграл 11. Соотношение партий 68:47.

### 2009—2010

Прежняя эмблема клуба

В межсезонье команду покинули её легионеры — де Карне и Голубович, а также Елизарова и Артемьева. Новичками стали перешедшая из «Самородка» воспитанница омского волейбола Анна Плигунова, многоопытная Анастасия Кодирова (Беликова) (из «Автодора-Метара»), Ирина Клешкова (из иркутской «Ангары») и две иностранные волейболистки — Татьяна Алвеш душ Сантуш (Бразилия) и Кристин Ричардс (США). Однако в преддверии Нового 2010 года место душ Сантуш заняла либеро Стейси Сикора (США). Вместо Виктора Бардока главным тренером команды назначен один из тренеров женской сборной России Сергей Овчинников, возглавлявший в прошлом сезоне новоуренгойский «Факел».
Регулярный чемпионат «Омичка» (так стала называться команда) закончила на 3-м месте, но в плей-офф выбыла уже на четвертьфинальной стадии, уступив краснодарскому «Динамо».

### 2010—2012
После ухода Сергея Овчинникова Главным тренером был назначен Виктор Ушаков, некогда уже имевший опыт работы на этом посту в фарм-команде омского «Спартака». Значительно обновлённый состав команды на предварительном этапе чемпионата России занял 6-е место, а затем в плей-офф выбыл в 1/4 финала, как и годом ранее уступив на этой стадии всё тому же краснодарскому «Динамо».
В 2011 «Омичку» возглавил Владимир Кузюткин. Под его руководством команда вышла в плей-офф чемпионата России, сокращённый в олимпийский год до четырёх участников, и заняла в итоге 4-е место.

### 2012—2013
В 2012 главным тренером «Омички» был назначен наставник женской сборной Сербии по волейболу Зоран Терзич. Целый ряд волейболисток покинул команду (М. Акулова, О. Житова, М. Жадан, Л. Малофеева, М. Марченко, Н. Сак и другие), но им на смену пришла внушительная группа новичков, самыми заметными из которых стали лидер сборной Азербайджана Наталья Маммадова, Ольга Фатеева, Ольга Сажина, Юлия Подскальная и сербка Бояна Живкович.
В регулярном первенстве значительно обновлённая команда выступала неровно и заняла 5-е место, но на стадии плей-офф в четвертьфинале обыграла краснодарское «Динамо», в полуфинале уступила «Динамо-Казани», а в серии за 3-е место победила «Уралочку-НТМК», став тем самым бронзовым призёром чемпионата.

### 2013—2014
В межсезонье состав «Омички» пополнили Марина Бабешина из Тюмени, кубинка Нэнси Каррильо, Анастасия Шляховая из Уфы, Юлия Кутюкова из череповецкой «Северстали» и Анастасия Корниенко из челябинского «Автодора-Метара». Покинули клуб Б. Живкович, Н. Алишева, О. Сажина, Ю. Подскальная, Е. Бояркина.
В сезоне «Омичка» дебютировала в главном клубном турнире Европы — Лиге чемпионов — и сумела дойти до четвертьфинала, где уступила турецкому «Эджзачибаши». В чемпионате России омские волейболистки повторили свой бронзовый успех годичной давности.

### 2014—2015
Из потерь в составе по ходу подготовки к очередному сезону следует прежде всего отметить уход Маммадовой, Фатеевой и Юрьевой, но и приобретения «Омички» выглядели достаточно солидными в лице Анны Макаровой (после рождения ребенка), Елены Ирисовой («Протон»), Дарьи Исаевой (после травмы), Маргариты Курило («Хара Морин»), Дарьи Талышевой («Тюмень-ТюмГУ»), Валерии Шатуновой («Ленинградка») и ряда других волейболисток. В сезоне омская команда выступала на трёх фронтах — чемпионате и Кубке России и Лиге чемпионов ЕКВ. В декабре 2014 омички вышли в финал Кубка России, но в упорнейшей борьбе проиграли в пяти партиях хозяйкам финального турнира — краснодарскому «Динамо». В Лиге чемпионов «Омичка» заняла 3-е место в группе, уступив будущему победителю главного клубного соревнования Европы — турецкой команде «Эджзачибаши» и швейцарскому «Волеро». После этого «Омичка» перешла в челлендж-раунд Кубка ЕКВ, где уступила турецкому «Галатасараю». Чемпионат России для омских волейболисток завершился на четвертьфинальной стадии неожиданным поражением от подмосковного «Заречья-Одинцово».
После окончания сезона в связи с финансовой неопределённостью и угрозой ликвидации клуба «Омичку» покинули почти все волейболистки основного состава, а также тренерский штаб. Остались в команде лишь Дарья Исаева и Валерия Шатунова. Фактически омский коллектив под руководством нового наставника, которым стал Андрей Смирнов, сформирован заново.

### 2015—2016
Уже по ходу сезона 2015—2016 «Омичка» из-за продолжающегося финансового кризиса вновь лишилась всех основных игроков. Выступления в суперлиге чемпионата России продолжила молодёжная команда клуба. За весь турнир команда одержала всего одну победу и замкнула турнирную таблицу. По окончании сезона клуб был объявлен банкротом и прекратил своё существование.

## ВК «Омь»
В 2016 был создан волейбольный клуб «Омь», в структуре которого образована команда высшей лиги «Б» «Омь-СибГУОР» (с 2021 — «Омь»). С 2021 выступает в высшей лиге «А» чемпионата России. В 2023 году клуб сменил название на «Омичка».

## Арена
Домашние матчи «Омичка» проводила в спортивно-концертном комплексе имени В.Блинова (ранее «Иртыш»). Построен в 1986 году. Вместимость 5200 зрителей. Адрес в Омске: улица Декабристов, 91.

## Участие в еврокубках
| Сезон   | Турнир         | Место          | И  | В | П | С/П   |
| ------- | -------------- | -------------- | -- | - | - | ----- |
| 1994/95 | Кубок ЕКВ      | 3-й раунд      | 4  | 2 | 2 | 7:6   |
| 2008/09 | Кубок ЕКВ      | 1/4 финала     | 6  | 5 | 1 | 27:4  |
| 2010/11 | Кубок вызова   | 2-й раунд      | 2  | 1 | 1 | 3:6   |
| 2011/12 | Кубок вызова   | 1/4 финала     | 8  | 7 | 1 | 21:8  |
| 2012/13 | Кубок ЕКВ      | 1/2 финала     | 10 | 7 | 3 | 25:13 |
| 2013/14 | Лига чемпионов | плей-офф 6     | 10 | 5 | 5 | 21:16 |
| 2014/15 | Лига чемпионов | групповой этап | 6  | 2 | 4 | 9:13  |
| 2014/15 | Кубок ЕКВ      | челлендж-раунд | 2  | 1 | 1 | 4:3   |

## Тренеры
- 1965—2006 — / Владимир Васильевич Шумаков
- 2006—2007 —  Евгений Витальевич Сивков
- 2007 —  Виктор Сергеевич Ушаков
- 2007—2009 —  Виктор Николаевич Бардок
- 2009—2010 —  Сергей Анатольевич Овчинников
- 2010—2011 —  Виктор Сергеевич Ушаков
- 2011—2012 —  Владимир Иванович Кузюткин
- 2012—2015 —  Зоран Терзич
- 2015—2016 —  Андрей Геннадьевич Смирнов

## Название
В связи с конфликтом между Международной спортивной организацией «Спартак» и омским волейбольным клубом «Спартак» по поводу использования спартаковского бренда с сезона 2009/10 клуб сменил своё название на «Омичка».